# Axel Alfredsson
Axel Alfredsson (ur. 2 maja 1902 w Helsingborgu, zm. 9 sierpnia 1966 w Nacka) – piłkarz szwedzki grający na pozycji obrońcy. W swojej karierze rozegrał 31 meczów w reprezentacji Szwecji.

## Kariera klubowa
Swoją karierę piłkarską Alfredsson rozpoczął w klubie Helsingborgs IF. W 1920 roku zadebiutował w nim. W sezonie 1928/1929 wywalczył z nim tytuł mistrza Szwecji. Po tamtym sezonie odszedł do AIK Fotboll. W sezonie 1931/1932 został z AIK mistrzem kraju. Po sezonie 1934/1935 zakończył karierę sportową.

## Kariera reprezentacyjna
W reprezentacji Szwecji Alfredsson zadebiutował 29 maja 1924 roku w wygranym 8:1 meczu igrzysk olimpijskich w Paryżu z Belgią. Na tych igrzyskach zdobył ze Szwecją brązowy medal. Od 1924 do 1932 roku rozegrał w kadrze narodowej 31 spotkań.